# Macrocoma sullivantii
Macrocoma sullivantii är en bladmossart som beskrevs av Abel Joel Grout 1944. Macrocoma sullivantii ingår i släktet Macrocoma och familjen Orthotrichaceae. Inga underarter finns listade i Catalogue of Life.